# Ian Hargreaves
Ian Hargreaves (* 18. Juni 1951 in Burnley, Lancashire) ist ein britischer Journalist und Medienwissenschaftler. Er ist Lehrstuhlinhaber für Digitale Ökonomie an der Cardiff School of Journalism, Media and Cultural Studies an der Cardiff University und der Cardiff Business School.

## Leben
Hargreaves arbeitete bis 1987 für elf Jahre in verschiedenen Positionen bei der Financial Times und leitete dort über die Jahre mehrere Ressorts. Für die nächsten drei Jahre arbeitete er für die BBC, wo er als Director News and Current Affairs eine grundlegende Reorganisation der Nachrichtenredaktion übersah, bevor er zur Financial Times zurückkehrte. Von 1994 bis 1995 war er Chefredakteur des Independents und von 1996 bis 1998 Chefredakteur des New Statesman. Danach wechselte er an die Universität.
Er war Vorsitzender der Kommission, die 2010/2011 den Digital-Opportunity-Bericht, besser bekannt als Hargreaves Report oder Google Review, zur Zukunft Geistiger Eigentumsrechte im Vereinigten Königreich verfasste.
Für BBC Radio 4 ist er Teilnehmer der Sendung Moral Maze.

## Veröffentlichungen
- Journalism: a very short introduction. Oxford University Press, 2005.
- Journalism: Truth or Dare. Oxford University Press, 2003.
- 'New Mutualism in from the Cold' 42 pages, 1999 Co-operative Press: London